# Rosalyn
"Rosalyn" is een nummer van de Nederlandse band Vitesse. Het nummer werd uitgebracht op hun album Incomplete Works and Other Hits (You Always Never Knew You Would Like to Know Already About With) uit december 1982. In juli van dat jaar werd het nummer uitgebracht als de eerste single van het album.

## Hitlijsten
In Nederland werd de plaat  begin zomer 1982 door dj Frits Spits en producer-invaller Tom Blomberg veel gedraaid in het populaire radioprogramma De Avondspits op Hilversum 3 en werd een radiohit in de destijds drie landelijke  hitlijsten op de nationale publieke popzender. De plaat bereikte de 9e positie in de Nederlandse Top 40, de 16e positie in de Nationale Hitparade en de 11e positie in de TROS Top 50. In de Europese hitlijst op Hilversum 3, de TROS Europarade, werd géén notering behaald.
In België werd slechts de 31e positie bereikt in zowel de voorloper van de Vlaamse Ultratop 50 als de Vlaamse Radio 2 Top 30. In Wallonië werd géén notering behaald.

## Achtergrond
"Rosalyn" is geschreven door zanger en drummer Herman van Boeyen en geproduceerd door Pim Koopman. Het was een van de in de studio opgenomen nummers op het album Incomplete Works and Other Hits (You Always Never Knew You Would Like to Know Already About With), dat op de A-kant uit studiotracks en op de B-kant uit live-opnamen bestond.
"Rosalyn" werd de eerste top 10-hit van de groep en piekte op de 9e plaats in de Nederlandse Top 40. In de TROS Top 50 werd de 11e plaats bereikt en in de Nationale Hitparade kwam het niet verder dan plaats 16. Ook in België werden de hitlijsten bereikt: hier kwam het tot plaats 31 in zowel de Vlaamse Ultratop 50 als de Vlaamse Radio 2 Top 30. In Duitsland werd de single ook uitgebracht, maar hier behaalde het de hitlijsten niet. In 1983 verscheen het nummer nogmaals op de B-kant van de single "Julia".

## Hitnoteringen

### Nederlandse Top 40
| Hitnotering: 21-08-1982 t/m 02-10-1982 | Hitnotering: 21-08-1982 t/m 02-10-1982 | Hitnotering: 21-08-1982 t/m 02-10-1982 | Hitnotering: 21-08-1982 t/m 02-10-1982 | Hitnotering: 21-08-1982 t/m 02-10-1982 | Hitnotering: 21-08-1982 t/m 02-10-1982 | Hitnotering: 21-08-1982 t/m 02-10-1982 | Hitnotering: 21-08-1982 t/m 02-10-1982 | Hitnotering: 21-08-1982 t/m 02-10-1982 |
| Week                                   | 1                                      | 2                                      | 3                                      | 4                                      | 5                                      | 6                                      | 7                                      |                                        |
| -------------------------------------- | -------------------------------------- | -------------------------------------- | -------------------------------------- | -------------------------------------- | -------------------------------------- | -------------------------------------- | -------------------------------------- | -------------------------------------- |
| Positie                                | 30                                     | 16                                     | 11                                     | 9                                      | 9                                      | 17                                     | 32                                     | uit                                    |

### Nationale Hitparade
| Hitnotering: 31-07-1982 t/m 09-10-1982 | Hitnotering: 31-07-1982 t/m 09-10-1982 | Hitnotering: 31-07-1982 t/m 09-10-1982 | Hitnotering: 31-07-1982 t/m 09-10-1982 | Hitnotering: 31-07-1982 t/m 09-10-1982 | Hitnotering: 31-07-1982 t/m 09-10-1982 | Hitnotering: 31-07-1982 t/m 09-10-1982 | Hitnotering: 31-07-1982 t/m 09-10-1982 | Hitnotering: 31-07-1982 t/m 09-10-1982 | Hitnotering: 31-07-1982 t/m 09-10-1982 | Hitnotering: 31-07-1982 t/m 09-10-1982 | Hitnotering: 31-07-1982 t/m 09-10-1982 | Hitnotering: 31-07-1982 t/m 09-10-1982 |
| Week                                   | 1                                      | 2                                      | 3                                      | 4                                      | 5                                      | 6                                      | 7                                      | 8                                      | 9                                      | 10                                     | 11                                     |                                        |
| -------------------------------------- | -------------------------------------- | -------------------------------------- | -------------------------------------- | -------------------------------------- | -------------------------------------- | -------------------------------------- | -------------------------------------- | -------------------------------------- | -------------------------------------- | -------------------------------------- | -------------------------------------- | -------------------------------------- |
| Positie                                | 45                                     | 33                                     | 35                                     | 18                                     | 26                                     | 18                                     | 16                                     | 29                                     | 23                                     | 34                                     | 49                                     | uit                                    |

### TROS Top 50
Hitnotering: 12-08-1982 t/m 07-10-1982. Hoogste notering: #11 (1 week).

### NPO Radio 2 Top 2000
| Nummer met noteringen in de NPO Radio 2 Top 2000 | '00  | '01 | '02  | '03  | '04  | '05  | '06  | '07  | '08  | '09  | '10  | '11  | '12  | '13  | '14  | '15  | '16  | '17  | '18  | '19  | '20  | '21  | '22  | '23  | '24  |
| ------------------------------------------------ | ---- | --- | ---- | ---- | ---- | ---- | ---- | ---- | ---- | ---- | ---- | ---- | ---- | ---- | ---- | ---- | ---- | ---- | ---- | ---- | ---- | ---- | ---- | ---- | ---- |
| Rosalyn                                          | 1117 | -   | 1019 | 1119 | 1449 | 1141 | 1123 | 1310 | 1228 | 1827 | 1689 | 1562 | 1598 | 1560 | 1438 | 1546 | 1497 | 1509 | 1934 | 1763 | 1954 | 1902 | 1760 | 1993 | 1873 |

1. ↑  Een '-' betekent dat het nummer niet was genoteerd en een vetgedrukt getal geeft de hoogste notering aan.
2. ↑  2000 was het eerste jaar met een notering voor dit nummer.